# پرسیا منیر
پرسیا منیر (زادهٔ ۲۷ سپتامبر ۱۹۵۴) در اوکلاهاماسیتی، بازیگر پورنوگرافی اهل ایران است. او بین سال‌های ۲۰۰۷ تا ۲۰۱۶ فعالیت می‌کرد. او در ۸۱ فیلم بزرگسال به ایفای نقش پرداخته‌است.

## زندگی
پرسیا منیر در سال ۲۰۰۴ وارد صنعت پورنوگرافی شد در همین سال پرسیا منیر تصمیم به پخش فیلم‌ها و تصاویر سکسی در سایت خود کرد. پرسیا منیر در مصاحبه از علاقه خود از سکس با مردان مسن و دختران جوان سخن گفت.